# Henry: Portrait of a Serial Killer, Part 2
Henry: Portrait of a Serial Killer, Part 2, es una película de terror y crimen estadounidense de 1995, dirigida por Chuck Parello, siendo la secuela de Henry: Portrait of a Serial Killer, estrenada en 1986.

## Argumento
Henry consigue un trabajo y conoce a Kai, quien lo invita a quedarse en su casa. Mientras Kai le enseña a Henry todo lo que hay que saber para ser un pirómano, Henry hace lo mismo con Kai, poniéndolo al día de sus técnicas de asesinato a sangre fría.

## Reparto parcial
- Neil Giuntoli es Henry Lee Lucas.
- Rich Komenich es Kai.
- Kate Walsh es Cricket.
- Daniel Allar es Rooter.